# Hungern bis ihr ehrlich seid

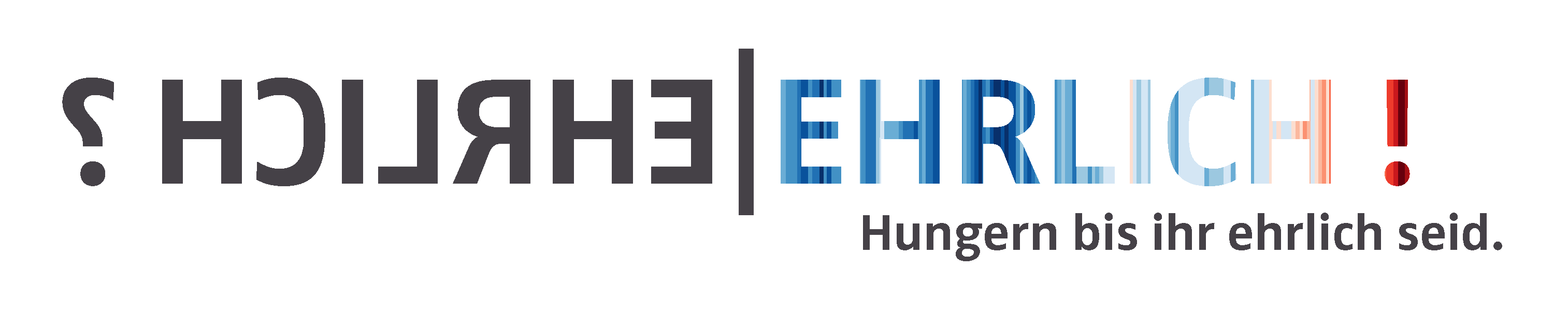
Logo mit Klimastreifen

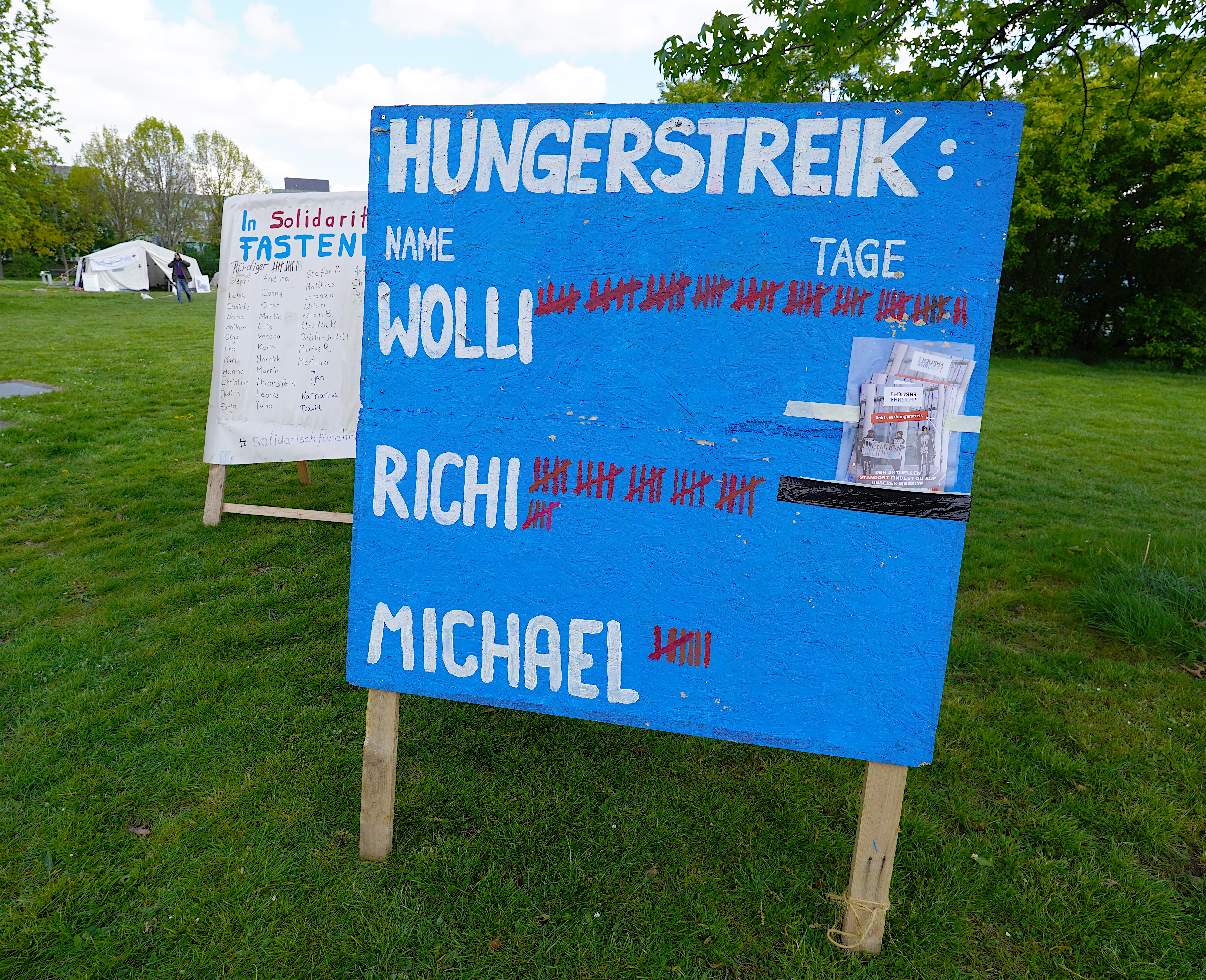
Dokumentationstafel der Hungertage, 23. April 2024

Hungern bis ihr ehrlich seid war ein klimapolitischer Hungerstreik und ein Aktionsbündnis von Klimaaktivisten in Deutschland im Zeitraum März bis Juni 2024. Gefordert wurde die Anerkennung des wissenschaftlichen Konsenses zum Klimawandel durch Bundeskanzler Olaf Scholz in Form einer Regierungserklärung.

## Hintergründe

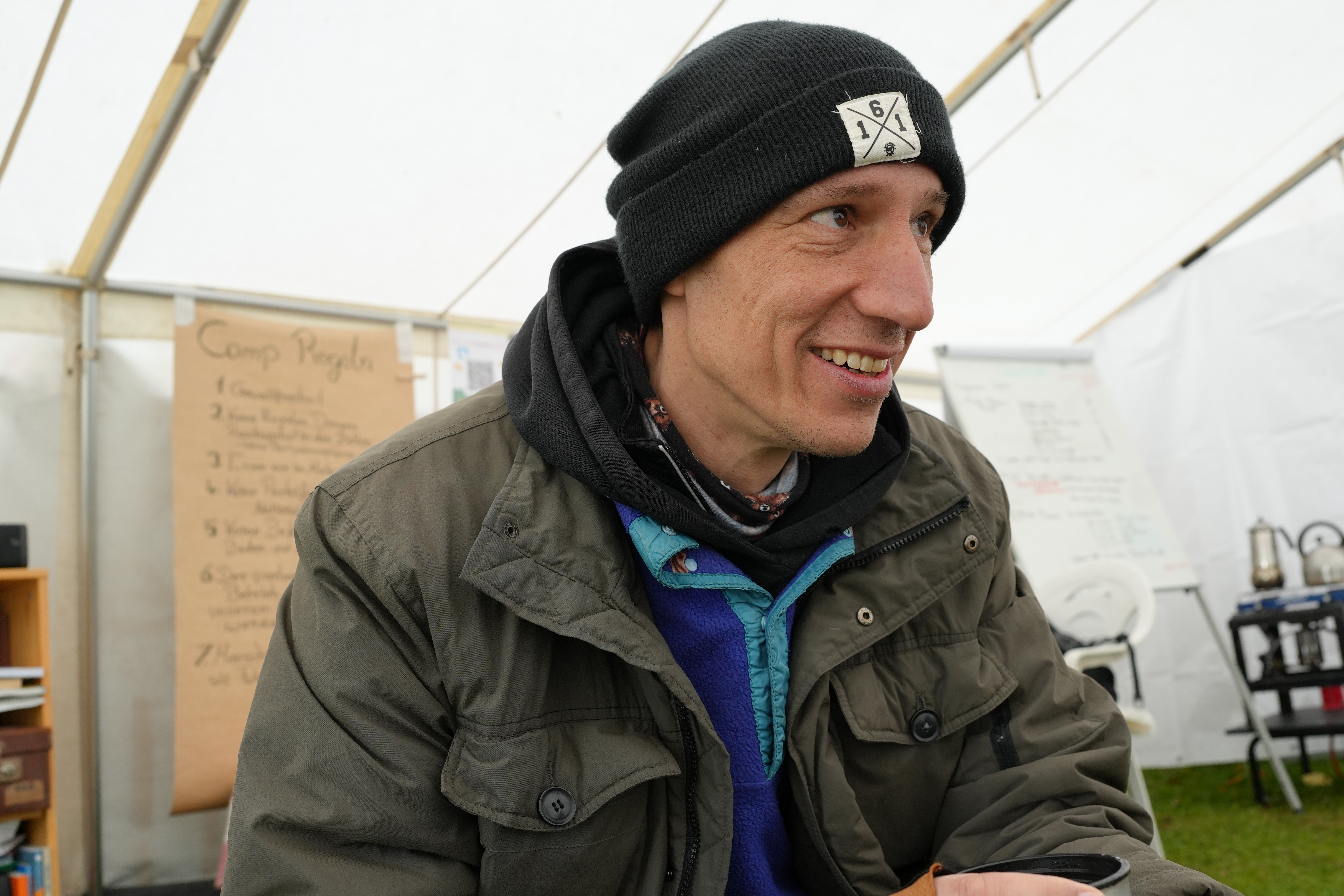
Wolfgang Metzeler-Kick am 47. Tag seines Hungerstreiks

Bereits im Vorfeld der Bundestagswahl 2021 gab es den Hungerstreik der letzten Generation. Am 26. Februar 2024 blockierten Aktivisten eine Kreuzung in Berlin-Siemensstadt vor dem Kohlekraftwerk Reuter-West. Dabei wurde der Beginn des Aktionsbündnisses Hungern bis ihr ehrlich seid angekündigt. Am 1. März 2024 konfrontierte das Bündnis Verkehrsminister Volker Wissing bei einer Veranstaltung in Karlsruhe mit den Auswirkungen der Verkehrspolitik auf das Klima. Am 7. März 2024 übergaben Vertreter des Bündnisses am Bundeskanzleramt in Berlin einen Brief mit ihrer Forderung an Olaf Scholz. Die Briefübergabe wurde begleitet von einem symbolischen Protest, bei dem der Aktivist Wolfgang Metzeler-Kick vor dem Bundeskanzleramt auf einem Eisblock mit einer Galgenschlinge um den Hals stand. Dieser Protest sollte die Dringlichkeit der Klimakrise illustrieren. Zeitgleich trat Wolfgang Metzeler-Kick als erster Aktivist in den Hungerstreik.

## Forderung
Das Aktionsbündnis forderte eine Regierungserklärung durch Bundeskanzler Olaf Scholz, in der konkret vier Aspekte des wissenschaftlichen Konsenses zum Klimawandel anerkannt werden sollen. Diese Punkte hat das Bündnis ausformuliert und bezieht sich in seiner Begründung auf wissenschaftliche Publikationen, unter anderem des Weltklimarats (IPCC). Benannt werden sollen die Bedrohung der menschlichen Zivilisation durch die Klimakrise, den CO2-Gehalt in der Luft und die Notwendigkeit eines politischen Umsteuerns. Weitere Ziele verfolgte das Bündnis nicht. Das Aktionsbündnis wurde am 13. Juni 2024 beendet, ohne dass der Bundeskanzler der Forderung nachgekommen war.

## Protestformen

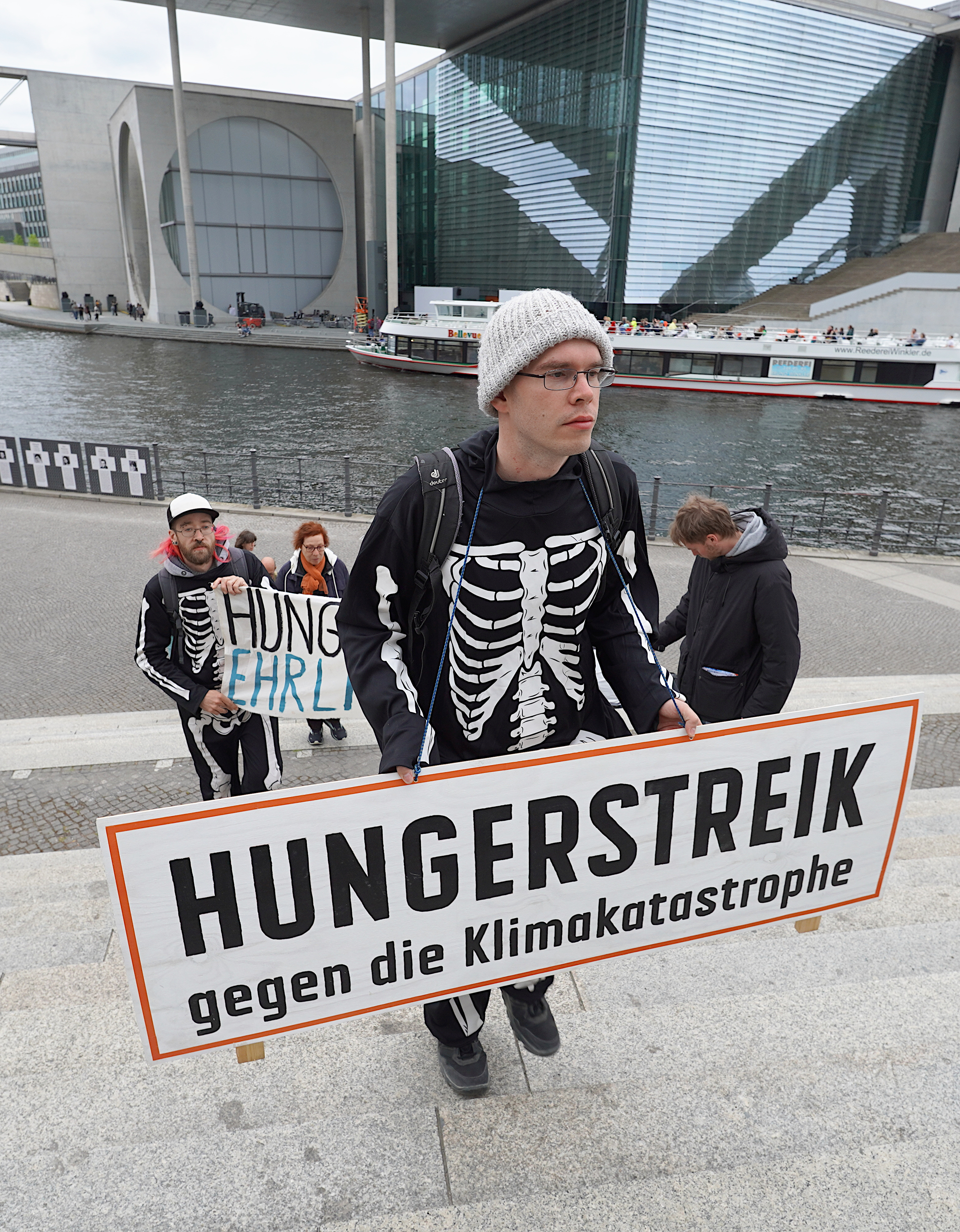
Hungerstreikender Adrian Lack in Skelett-Kostüm bei Protestaktion im Berliner Regierungsviertel

Mehrere Aktivisten des Aktionsbündnisses befanden sich im Hungerstreik. Als erste Person trat Wolfgang Metzeler-Kick am 7. März 2024 in den Hungerstreik, sieben weitere Personen schlossen sich in den folgenden Wochen an. Die acht Hungerstreikenden verzichteten zwischen drei und 92 Tagen auf jede Nahrung. Einzelne von ihnen befanden sich zeitweise im absoluten Hungerstreik, bei dem sie nur noch Wasser, Salze und Vitamine zu sich nahmen. Mehrere der Hungerstreikenden befanden sich zeitweise in einem lebensgefährlichen Gesundheitszustand und mussten in Krankenhäusern medizinisch behandelt werden.
Am 24. März 2024 hielten Aktive von Hungern bis ihr ehrlich seid eine Mahnwache vor dem Bundesverfassungsgericht in Karlsruhe ab. Sie verwiesen dabei auf das drei Jahre zuvor an diesem Tag gefällte Urteil des Bundesverfassungsgerichts, dass die 1,5-Grad-Grenze des Pariser Klimaabkommens verfassungsrechtlich bindend ist und mahnten eine verfassungskonforme Klimapolitik an.
Seit dem 25. März 2024 unterhielt das Bündnis ein Protestcamp. Dieses befand sich in den ersten Wochen im Spreebogenpark im Regierungsviertel neben dem Paul-Löbe-Haus und dem Bundeskanzleramt. Am 29. April 2024 wurde das Protestcamp in den Invalidenpark, gelegen zwischen dem Verkehrsministerium und dem Wirtschaftsministerium, in Berlin-Mitte verlegt. Der Grund hierfür war der Ablauf des bisherigen Versammlungsbescheids, da in unmittelbarer Nähe des bisherigen Standorts eine Fanmeile während der Fußball-EM geplant sei.
Die Aktivisten demonstrierten mit sogenannten „Slow Walks“ durch das Regierungsviertel. Die Protestierenden trugen dabei oftmals Skelett-Kostüme.

## Ende des Aktionsbündnis
Hungern bis ihr ehrlich seid erklärte am 13. Juni 2024, dass alle Hungerstreiks sowie das Protestcamp beendet würden. Sie begründeten diesen Schritt mit der ausgebliebenen Reaktion des Bundeskanzlers auf die Forderung einer Regierungserklärung sowie mit einer zu geringen öffentlichen Resonanz. In diesem Zusammenhang kritisierte das Bündnis auch die mediale Berichterstattung, die sich auf medizinische Notfälle im Rahmen des Hungerstreiks fokussiert habe. Medial seien  die wissenschaftlichen Fakten zur Klimakrise und die Unterstützung der Kampagne durch zahlreiche Wissenschaftler zu wenig thematisiert worden. Zudem hätten Medien die Forderungen des Aktionsbündnisses teilweise falsch dargestellt.

## Reaktionen

### Politik
Bundeskanzler Olaf Scholz ging nicht auf die an ihn gerichtete Forderung des Aktionsbündnisses ein. Scholz hatte am 24. Mai 2024 die Aktivisten öffentlich dazu aufgerufen, den Hungerstreik zu beenden.
Wirtschaftsminister und Vizekanzler Robert Habeck besuchte das Protestcamp im Mai 2024, wo er ein vertrauliches Gespräch mit den Aktivisten führte.
Ferat Koçak, Politiker von Die Linke und Mitglied des Berliner Abgeordnetenhauses, erklärte am 18. April 2024 seine Solidarität mit dem Bündnis. Am 21. April 2024 veröffentlichte Koçak auf seinen Social-Media-Profilen ein Video-Statement, in dem er die Forderungen von Hungern bis ihr ehrlich seid unterstützt und ein dringendes Umsteuern in der Klimapolitik anmahnt.
Carola Rackete, Spitzenkandidatin von Die Linke für die Europawahl 2024, appellierte ebenfalls an den Bundeskanzler, der Forderung der Kampagne nachzukommen.
Maiken Winter, Kreisrätin der Ökologisch-Demokratischen Partei in Weilheim-Schongau, unterstützte die Forderungen der Kampagne und machte mit einer Mahnwache vor dem Landratsamt Weilheim auf die Forderungen von Hungern bis ihr ehrlich seid aufmerksam. Zudem veröffentlichte sie auf ihrem YouTube-Kanal ein Interview mit ihrem Bruder Michael Winter, der am 16. April 2024 als dritter Aktivist in den Hungerstreik trat.

### Wissenschaft
Zahlreiche Wissenschaftler unterstützten die Kampagne Hungern bis ihr ehrlich seid. Dazu gehören Hans Joachim Schellnhuber, der Geophysiker Bernhard Steinberger, der bei der Pressekonferenz des Bündnisses am 7. Mai 2024 sprach, sowie der Physiker Eicke Weber, der im April 2024 einen Vortrag im Protestcamp des Aktionsbündnisses hielt.
Bei Scientist Rebellion aktive Wissenschaftler unterstützten die Forderungen von Hungern bis ihr ehrlich seid. Über 30 Personen schlossen sich dem symbolischen Protest des „solidarischen Fastens“ an und verzichteten für jeweils zwei Tage auf Nahrung.
Am 6. Mai 2024 veröffentlichte Scientists for Future Deutschland eine Stellungnahme zu den Forderungen von Hungern bis ihr ehrlich seid. Das Statement stellt fest, dass die Feststellungen, die Hungern bis ihr ehrlich seid für eine Regierungserklärung fordert, „wissenschaftlich solide und vernünftig“ seien. Die über 100 Unterzeichnenden erklären, dass sie das Anliegen der Kampagne teilen und unterstützen, bewerten aber den Hungerstreik gleichzeitig als „ungeeignete Protestform“. Die Wirtschaftswissenschaftlerin Claudia Kemfert, eine der Unterzeichnenden des Statements, appellierte öffentlich an die Aktivisten, ihren Hungerstreik zu beenden. Sie teile und unterstütze das Anliegen, jedoch gäbe es alternative Protestformen ohne Gesundheitsrisiko.

### Zivilgesellschaft
18 Ortsgruppen von Parents for Future richteten im März 2024 einen offenen Brief an Bundespräsident Frank-Walter Steinmeier, in der sie die Forderung von Hungern bis ihr ehrlich seid nach einer Regierungserklärung aufgreifen und den Bundespräsidenten auffordern, dies an den Bundeskanzler heranzutragen.
Psychologists/Psychotherapists for Future e. V. erklärte in einem Statement im April 2024, die Forderungen von Hungern bis ihr ehrlich seid zu teilen, distanzierte sich aber gleichzeitig von der Protestform des Hungerstreiks. Gleichlautend äußerte sich die Mitinitiatorin des Vereins, Lea Dohm, bei der Pressekonferenz des Bündnisses am 7. Mai 2024.
Die Letzte Generation Österreich unterstützte Hungern bis ihr ehrlich seid mit einer Mahnwache vor der Deutschen Botschaft in Wien und einer Demonstration vor dem Österreichischen Parlament.
Die Letzte Generation Deutschland unterstützte die Kampagne mit Protestaktionen vor der SPD-Bundeszentrale und am Bundeskanzleramt.
Andere Akteure der Klimabewegung lehnen die Proteste hingegen ab. Fridays for Future forderte, den Hungerstreik zu beenden. Auch der Klimaaktivist Tadzio Müller appelliert für ein Ende des Protests, da er es für ausgeschlossen hielte, dass Bundeskanzler Scholz auf die Forderung der Kampagne eingehen würde.
Der renommierte Künstler J. Henry Fair drückte öffentlich auf dem Gelände des Camps seine Unterstützung für die Ziele der Aktivisten aus. Diese hatten Bilder aus Fairs "Industrial Scars" im Camp ausgestellt.
Ebenso der ehemalige Bundestagsabgeordnete der Grünen Franz Josef Fell sowie der Asset Manager Jochen Wehrmuth haben im Rahmen einer Pressekonferenz am 23. Mai 2024 ihre Unterstützung für die Aktivisten bekundet.